# Hermine Albers
Hermine Anna Josephine Albers (* 21. Juli 1894 in Bitburg, Eifel; † 24. April 1955 in Hamburg) war eine deutsche Sozialwissenschaftlerin und Mitgründerin der Arbeitsgemeinschaft für Jugendpflege und -fürsorge und Mitherausgeberin der sozialpädagogischen Zeitschrift Unsere Jugend.

## Leben
Albers wurde als einziges Kind des Kreisschulrats Hermann Albers und dessen Ehefrau Klara Helene, geb. Linden, in Bitburg geboren. Der Vater starb bereits kurz vor ihrer Geburt; im Alter von zwölf Jahren zog sie mit ihrer Mutter nach Köln, wo sie das humanistische Mädchengymnasium besuchte. Nach dem Abitur studierte sie von 1914 bis 1917 Sozial- und Staatswissenschaften an der Universität Bonn sowie der Kölner Hochschule für soziale und kommunale Verwaltung. Nach dem Diplom arbeitete sie in der Sozial- und Wohlfahrtspflege, unter anderem als Geschäftsführerin des Vereins für Säuglingsfürsorge und Wohlfahrtspflege im Regierungsbezirk Düsseldorf (bis 1923) sowie als Abteilungsleiterin des städtischen Wohlfahrtsamtes in Solingen. 1926 wurde Albers an der Universität zu Köln zum Dr. rer. pol. promoviert und unterrichtete anschließend Volkswirtschaft und Rechtswesen am Frauenseminar für soziale Berufsarbeit in Frankfurt/Main. 1928 wurde Hermine Albers in die Sozialverwaltung der Stadt Hamburg berufen, wo sie mit dem Aufbau einer behördenübergreifenden Familienfürsorge betraut war.
1933 wurde sie als Mitglied der Sozialdemokratischen Partei sowie der AWO und vor allem wegen ihrer Haltung gegenüber dem Nationalsozialismus aus dem öffentlichen Dienst entlassen. Sie arbeitete anschließend als Wirtschaftsprüferin und Treuhänderin in verschiedenen Wirtschaftsunternehmen. Diese Tätigkeit ließ ihr Zeit und Gelegenheit, ehemaligen Gesinnungsgenossen beizustehen. Als nach dem 20. Juli 1944 verschiedene ehemalige Parlaments- und Senatsmitglieder von Freiheitsentzug betroffen und bedroht waren, hielt sie Kontakt zu ihnen und zu deren Angehörigen und überbrachte Nachrichten und Ratschläge.
Unmittelbar nach dem Krieg übernahm Hermine Albers die Führung des Hamburger Landesjugendamtes. Drei Jahre später wurde sie zur Regierungsdirektorin ernannt. In dieser verantwortlichen Stellung hatte sie mit enormer Energie den „Neuaufbau der Jugendhilfe betrieben: systematische Gestaltung und Organisation von Jugendpflege und Jugendfürsorge, Sofortmaßnahmen für notleidende Kinder und Jugendliche, Ausbau der öffentlichen Erziehungshilfe und des Systems städtischer Kindertages- und Erholungseinrichtungen, Maßnahmen für arbeitslose und berufsschwache Jugendliche, Entwicklung der Familienfürsorge als Bestandteil öffentlicher Jugendhilfe, Reform der Ausbildung für Sozialberufe“.
Hermine Albers war maßgeblich an der Entstehung der Bundesarbeitsgemeinschaft der Landesjugendämter beteiligt. Von 1952 bis 1955 war sie die zweite Vorsitzende der Arbeitsgemeinschaft für Kinder- und Jugendhilfe. Sie war ferner Vorstandsmitglied der Victor Gollancz-Stiftung sowie Mitbegründerin und Mitherausgeberin der Fachzeitschrift Unsere Jugend, deren geistiges Gesicht sie mitformte.
Am 24. April 1955 starb Hermine Albers, sie wurde auf dem Hamburger Friedhof Bergstedt beigesetzt, das Grab wurde bereits aufgelassen.
2014 wurde im Hamburger Stadtteil Jenfeld der Hermine-Albers-Weg nach ihr benannt.

## Hermine-Albers-Preis
Wegen der großen Verdienste von Hermine Albers um die Kinder- und Jugendhilfe beschloss 1955 die Arbeitsgemeinschaft für Jugendhilfe die Gründung des Hermine-Albers-Preises (heute auch: Deutscher Jugendhilfepreis).

## Werke (Auswahl)
- Die Organisation der Jugendwohlfahrtspflege für das Klein- und Schulkind, Düsseldorf 1927
- Gefährdete Jugend, in: Unsere Städte und ihre Jugend, Göttingen 1951, S. 195 ff.
- Die soziale Lage der Jugend und die Aufgaben und Probleme der öffentlichen Jugendpflege, in: Jahrbuch der Jugendarbeit, München o. J., S. 47 ff.